# Global Communication
Global Communication est un duo de musique électronique formé en 1992 par Mark Pritchard et Tom Middleton. La collaboration entre ces deux artistes prend d'autres noms, tels que Chameleon, Jedi Knights, Link & E621, Reload et Secret Ingredients.

## Discographie partielle
Chameleon
Global Communication
Ce maxi vinyle 12" a été repressé deux fois : en 1994 sur Dedicated Records (en) et en 2006 sur Discotheque, les deux sans les pistes A2 et B1.
Cet album est une version retravaillée de l'album Blood Music du groupe d'indie rock britannique Chapterhouse. Il a été réédité aux États-Unis et au Royaume-Uni en 1998, toujours sur Dedicated.
Cet album est aussi sorti en 1994 en Allemagne sur Logic Records et BMG, puis a été réédité maintes fois en 1995, 1997 et 2005 sur divers labels.
Cet album sort la même année aux États-Unis sur HitIt! et en 1996 en Europe sur Dedicated et BMG.
Ce maxi de deux morceaux sort en plusieurs versions (CD, 12") mais aussi en double 12" et CD contenant six pistes (tous sur Dedicated la même année). Il ressort en vinyle 12" sur Discotheque en 2005.
Jedi Knights
Link & E621
Secret Ingredients